# Veiligheidsregio

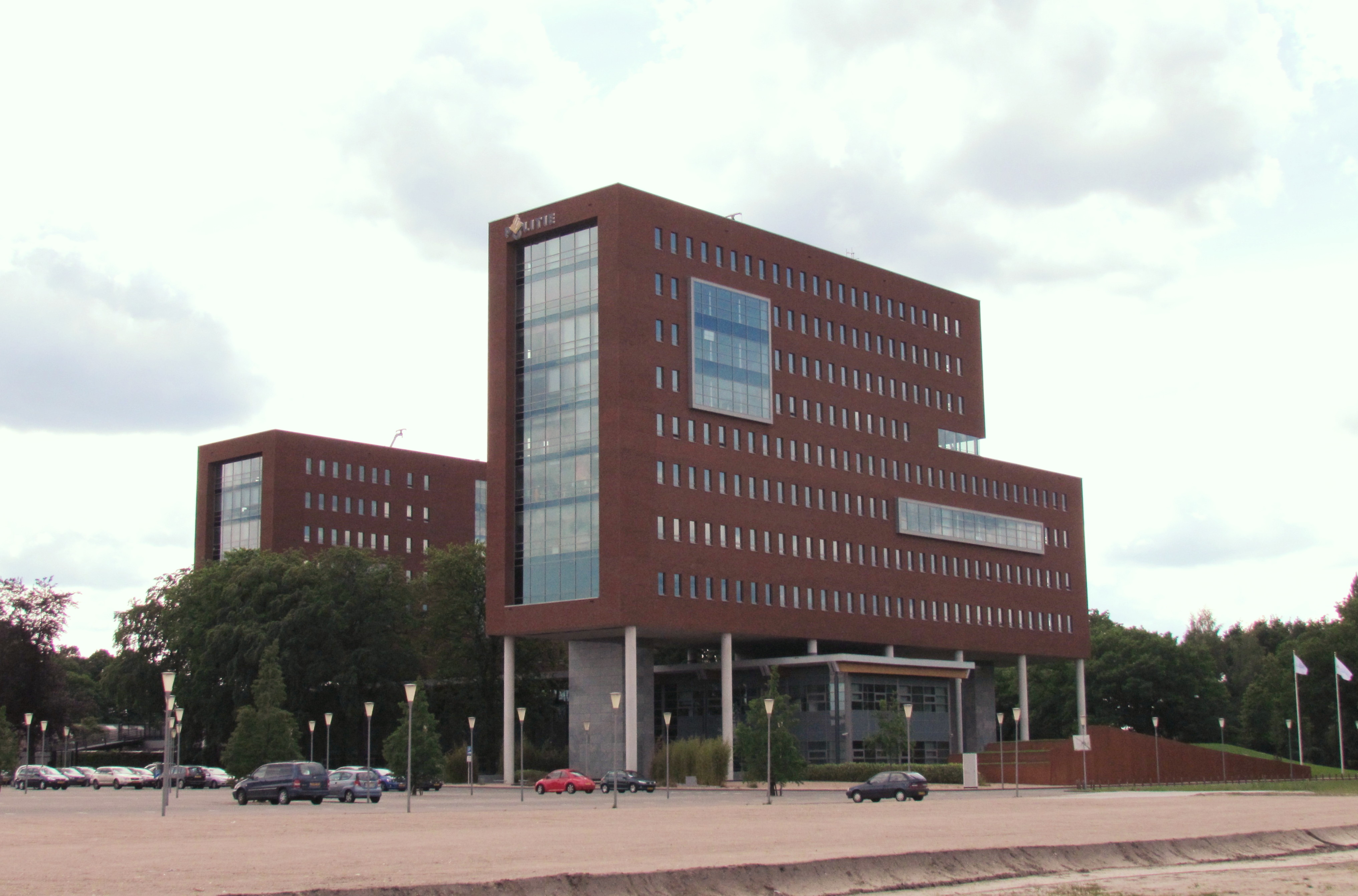
Das Hauptgebäude der Polizei in Apeldoorn, in der sich auch die meldkamer (Einsatzstelle) der veiligheidsregio Noord- en Oost-Gelderland befindet

Eine veiligheidsregio (etwa: Sicherheitsregion) ist in den Niederlanden ein Gebiet, in dem mehrere Dienste und Verwaltungsebenen zum Thema Sicherheit zusammenarbeiten. Es geht um die Ausführung beim Brandschutz, Katastrophenschutz und Krisenmanagement, um gesundheitliche Hilfe, die öffentliche Ordnung und Sicherheit. Mit der Bezeichnung veiligheidsregio meint man auch das entsprechende Verwaltungsorgan. Grundlage für die Regios sind ein entsprechendes Gesetz sowie das allgemeinere Gesetz für die Zusammenarbeit niederländischer Gemeinden.
In den Niederlanden gibt es 25 veiligheidsregio’s (so der Plural). Eine Regio umfasst die Flächen von mehreren Gemeinden. In einer Provinz befindet sich mindestens eine Regio; größere Provinzen sind auf mehrere Regios aufgeteilt. Eine Regio hat einen Vorsitzenden; das ist normalerweise der Bürgermeister der größten Gemeinde. Die Vorsitzenden aller Regios arbeiten im veiligheidsberaad zusammen. Dieses Treffen hat einen Vorsitzenden und ein Büro.
In der Corona-Krise 2019/2020 sind die Befugnisse der Bürgermeister zur Aufrechterhaltung der öffentlichen Sicherheit auf die Vorsitzenden der Regionen übergegangen. Für die einzelnen Regionen gelten seit dem 26. März 2020 Notverordnungen zu den Anti-Virus-Maßnahmen. Hinzu kommen weitere Bestimmungen. Die Maßnahmen können daher von Region zu Region abweichen.

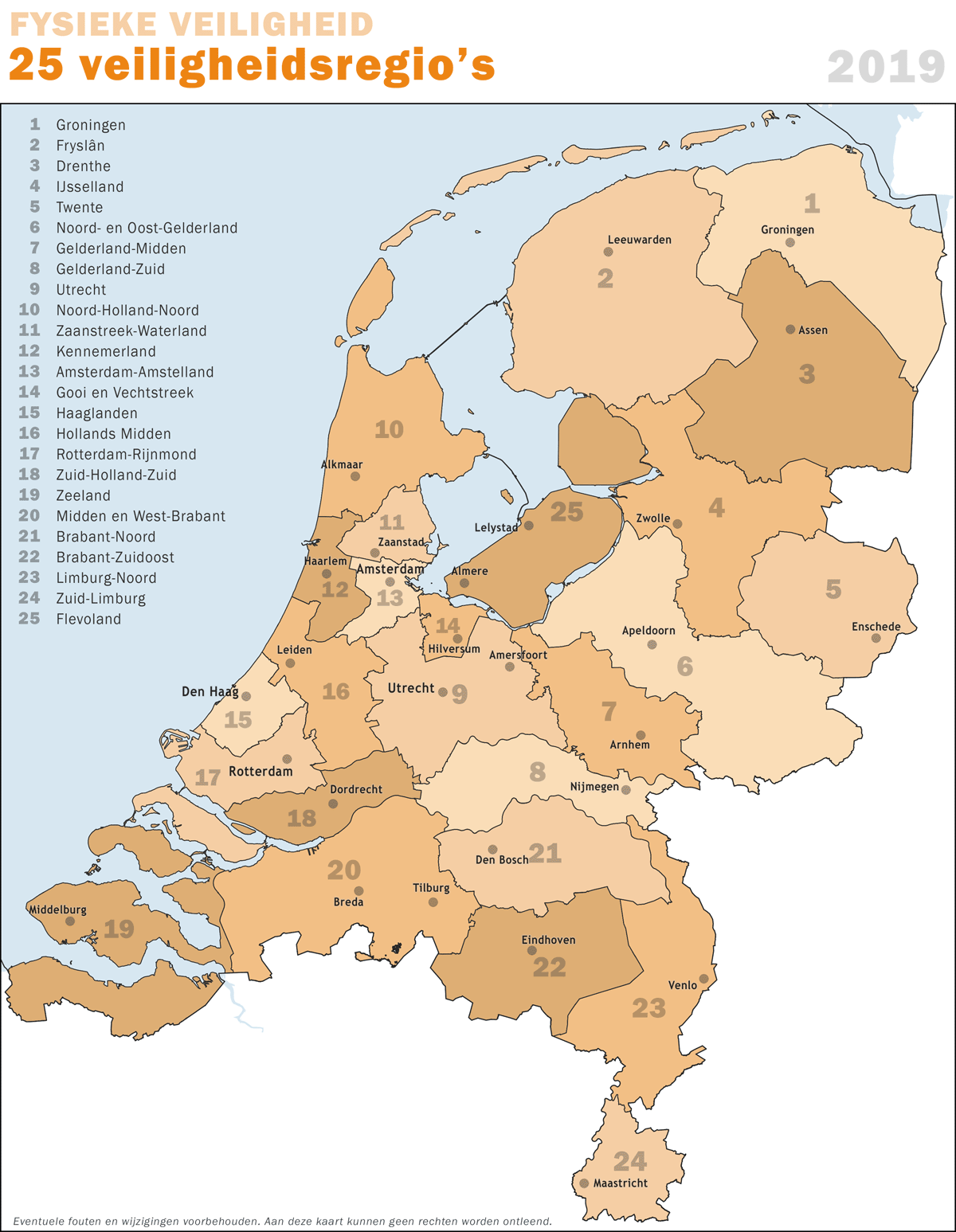
Veiligheidsregio's, Grenzen von 2019

Die veiligheidsregio's sind, nach Provinzen eingeteilt, die folgenden (Reihenfolge nach der Nummerierung in der Karte):
- Groningen
- Fryslân
- Drenthe
- Overijssel:
  - IJsselland
  - Twente
- Gelderland:
  - Noord- en Oost-Gelderland
  - Gelderland Midden
  - Gelderland-Zuid
- Utrecht
- Noord-Holland:
  - Noord-Holland-Noord
  - Zaanstreek-Waterland
  - Kennemerland
  - Amsterdam-Amstelland
  - Gooi en Vechtstreek
- Zuid-Holland:
  - Haaglanden
  - Hollands Midden
  - Rotterdam Rijnmond
  - Zuid-Holland-Zuid
- Zeeland
- Noord-Brabant:
  - Midden- en West-Brabant
  - Brabant-Noord
  - Brabant-Zuidoost
- Limburg:
  - Limburg-Noord
  - Zuid-Limburg
- Flevoland

## Zusammenarbeit
In einer veiligheidsregio müssen die Feuerwehr, der Gesundheitsdienst GHOR und die Regionalabteilung der Polizei zusammenarbeiten, damit man in Katastrophen- und Krisensituationen gemeinsam vorgeht und auftritt. Eine gemeinsame Einsatzleitstelle für Feuerwehr, Polizei und Rettungsdienste wird eingerichtet.
Die veiligheidsregio als Organ erhält ein regionales veiligheidsbureau, eine Geschäftsstelle für die Verwaltungsunterstützung des Vorstandes und des Managements der veiligheidsregio.